# Wasp (nůž)

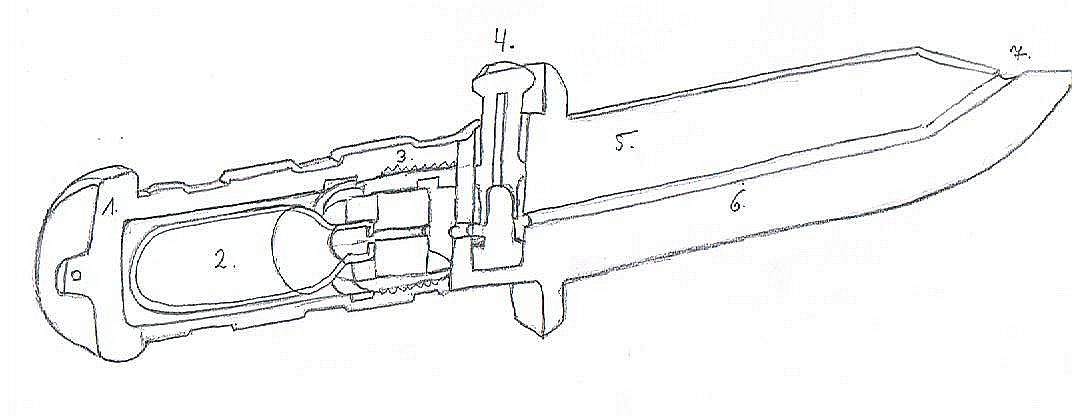
Nákres vnitřku zbraně

Wasp (v překladu vosa) je obchodní název pro nůž, který má v rukojeti stlačený plyn. Při bodnutí tímto nožem se uvolní 28 litrů plynu, který způsobí větší poškození než samotné bodnutí. Tento nůž může být efektivně použit např. proti většímu žraloku, kterého může zabít nebo ochromit. Volná expanze plynu může způsobit žralokovi silné krvácení a plyn ho nadzvedne nad hladinu. 
Nůž wasp byl použit jako smrtelná zbraň v epizodě Identify crisis v sedmé sérii CSI:NY (Kriminálka New York), v osmé sérii seriálu NCIS (Námořní kriminální vyšetřovací služba) v epizodě False Witness a v epizodě Bang seriálu Law & Order: Special Victims Unit (Zákon a pořádek: Útvar pro zvláštní oběti). 